# レーザー核融合
レーザー核融合（レーザーかくゆうごう、英: Laser fusion）は、非常に高い出力のレーザーの光を用いた核融合のこと。
核融合反応でエネルギーを取り出すためには、燃料プラズマを高温に加熱し、かつ、十分な反応を起こすために密度と時間の積がある一定値以上でなければならないという、ローソン条件を満たす必要がある。磁気閉じ込め方式の核融合では低密度のプラズマを長時間（1秒以上）保持することを目指すのに対し、燃料プラズマを固体密度よりもさらに高密度に圧縮、加熱し、プラズマが飛散してしまう以前、すなわちプラズマがそれ自体の慣性でその場所に留まっている間に核融合反応を起こしてエネルギーを取り出すことを目指した慣性核融合が考えられ、研究が進められている。レーザー核融合は、燃料の圧縮と加熱のために大出力のレーザーを用いる慣性核融合の一方式である。

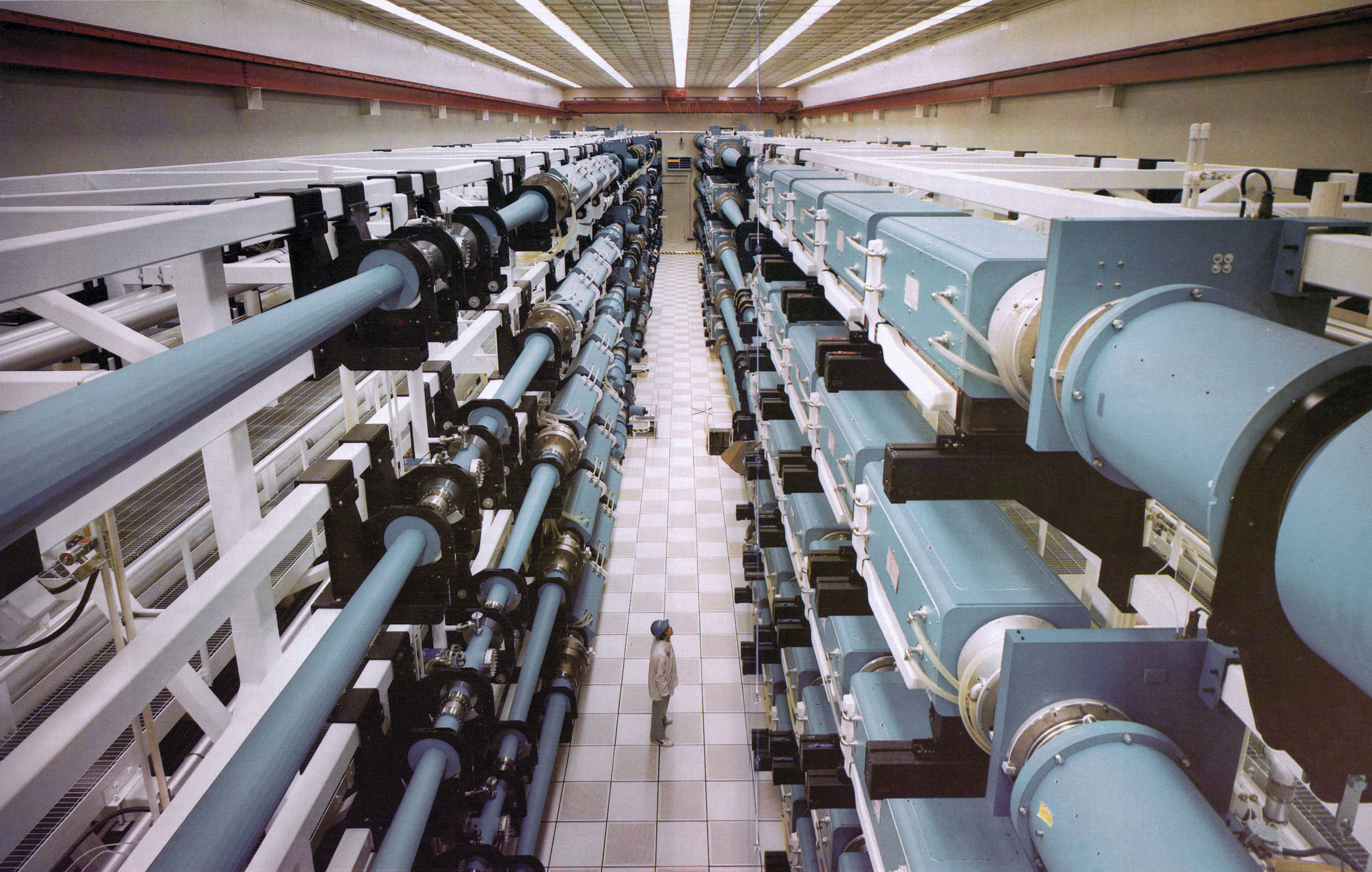
NOVAレーザー

これに加え、レーザーを用いて発生させた陽子線とプラズマを用いる全く新しい原理のレーザー核融合も近年開発されている。
2009年2月から稼働を始めたローレンス・リバモア国立研究所のレーザー核融合施設国立点火施設（National Ignition Facility：NIF）(192本のレーザーを使用)は、核融合で放出するエネルギー量が燃料に吸い込まれる量を上回る「自己加熱」による燃焼を世界で初めて達成したと2014年2月に発表した。2021年8月には、初めて点火に成功したことを2022年9月に発表した。さらに、投入したエネルギーを上回るエネルギーの出力に成功したことが2022年12月13日に発表された。

## レーザー核融合の原理
球状の燃料ペレット（燃料球、ターゲット）を考える。この燃料球は球殻部分が重水素と三重水素の固体となっていて、球内部はそれらの気体で満たされている。
これに非常に強いレーザー光を当てると、急激な表面部分の加熱、プラズマの膨張により、その反作用として燃料球自身が内部へ爆縮を起こし、内部の圧力は1億気圧にも達する。球殻部分はこの圧縮により球中心に圧縮され主燃料となる。この圧縮による衝撃波などにより、中空の気体部分は1億度以上という高温になる。
爆縮には高い球対称性が要求されるが、レイリー・テイラー不安定性などの流体力学的不安定性は球対称爆縮の障害となっている。
この高温下で以下の核融合反応が進む（この方式を直接照射・中心点火方式と呼ぶ）。
D + T → 4He （3.52） + n （14.06）
Dは重水素 (Deuterium)、Tは三重水素 (Tritium)、nは中性子、αはアルファ粒子（ヘリウム原子核）である。
アルファ粒子の発生はさらに系を過熱させ、それが核融合反応をさらに促進する（核融合反応の点火）。これにより、主燃料部分も核融合反応を開始し、最初に与えたレーザー光によるエネルギーよりずっと多いエネルギーを発生することとなる。

## 従来と異なるレーザー核融合の原理
現在では従来考えられていたレーザー核融合の方法とは異なり、プラズマ化した対象物(ホウ素11)に陽子線を照射することで核融合を起こす方法が開発された。
この時、以下のような核融合反応(pB反応)が起きる。
p + 11B → 34He + 8.68MeV
陽子線とプラズマを発生するために、ひとつはレーザーをアルミの薄膜に照射することで、もうひとつはホウ素にレーザーを照射することでそれぞれ陽子線とプラズマを発生させているため、レーザー核融合と言えなくもないが、従来のものとは原理が全く異なる。
この反応では、中性子を発生させずにエネルギーを生成することができる。
しかし、レーザーから陽子線に変換する効率は3%止まりで、しかも電気からレーザーへの変換効率も1%程度の現状では、到底十分なエネルギー利得を得ることはできない。
類似するものとして、重イオン慣性核融合がある。

## 新しいレーザー核融合方式
レーザー核融合は燃料球の爆縮法により次のように分類される。
| レーザー照射方式 | 点火方式 |
| ---------------- | -------- |
| 直接照射         | 中心点火 |
| 直接照射         | 高速点火 |
| 間接照射         | 中心点火 |

直接照射（直接駆動とも呼ばれる）では燃料球に直接レーザーが照射される。一方、間接照射（間接駆動やX線駆動とも呼ばれる）では燃料球をホーラム（hohlraum）と呼ばれる高Zで作られた外枠に入れ、そのホーラムの内側にレーザーを照射し、燃料球はホーラムから出るX線によって照射される。大阪大学やロチェスター大学では直接照射方式が、ローレンスリバモア国立研究所では間接照射方式が主に採用されている。
中心点火と高速点火の違いは、一度のレーザー照射による爆縮で点火に至るか否かによる。従来の中心点火方式では高い球対称爆縮が要求され、これがレーザー核融合開発の大きな障害となっていた。一方、一度爆縮された燃料球が慣性で静止している極めて短時間に（高速に）超高強度・超短パルスレーザーを照射することで、点火に至らしめることができることが比較的古くから考えられていた。これを高速点火方式と呼び、現在大阪大学レーザー科学研究所でこの方式の研究が進められている。
近年高速点火方式が可能となった背景には、CPA（Chirped Pulse Amplification、チャープパルス増幅）技術の発明により生み出された超高強度・超短パルスレーザーの出現がある。超短パルスレーザーに高エネルギーを詰め込むことは従来不可能と言われてきたが、CPA技術により可能となった。1015W を超えるレーザー装置が大阪大学などで現実のものとなっている。高速点火方式の利点は、従来の中心点火方式と比較して、より小さなレーザー装置でより大きな利得（投入したエネルギー量と反応で得られるエネルギー量の比）が期待できることである。
また、高速点火方式は、爆縮による点火を行わないためレイリー・テイラー不安定性を伴わず球対称性を確保する条件が緩和される。
このような大出力のレーザーの登場により、高強度場科学や高エネルギー高密度物理（High Energy Density Physics）、高エネルギーレーザー科学と呼ばれるような新たな分野が開拓されようとしている。前述の超高強度・超短パルスレーザーを集光することで、その光強度は1018W/cm2 から 1021W/cm2におよぶ。このような高強度場はかつてないものであり、超新星などで起こる現象を実験室において模擬することのできる実験室宇宙物理やレーザー加速器のような分野を創生している。

## 構成要素

### 炉容器
炉容器（チャンバー）は周期的に発生するエネルギーの衝撃を受け止めねばならない。1秒間に5-10回程度の頻度で100kg爆弾相当の衝撃に相当する。X線、中性子、ターゲットの残骸が放出される。特にX線の放射によって炉壁の表面が局所的に加熱されるために蒸発し減肉（エロージョン）していく。1回の爆発で1マイクロメートルずつ削られてゆく計算になる。これを回避するために、流体やビーズなどの流れで表面を覆うか、キセノンやクリプトンのガスでX線の衝突に緩やかな時間差をつけるかの2つが考えられている。しかしガスを使用する場合、エネルギードライバーがレーザーである必要がある。

### 燃料球（ターゲット、ペレット）
燃料球は2-3mmの球形の固体の重水素と三重水素で出来た中空体で、極低温に保たれている。もし実用発電炉が実現するなら、100万個/日ほどの量が消費される計算になる。この価格も1個あたり0.5ドルを超えては商業的に成り立たなくなる。500度Cになる炉の中に入れられた後でも反応までに1度以上の温度上昇もあってはならない。

### エネルギードライバー
燃料球を照射する高エネルギーを作り出す装置。検討されているものはレーザー発生機が多い。
現在、消費されるエネルギーに対して作られるレーザーのエネルギーは1%にも満たない。少なくとも10-30％にしなければならない。レーザー発生機の寿命も課題である。現在は数百発程で中心部品を交換しなければならないが、実用段階では1億発程度は必要と考えられている。現在実験中のドープガラスレーザーやフラッシュレーザーではこれらの課題は越えられないと思われる。ダイオードレーザーやエキシマレーザーが検討されているが、慣性核融合方式としては、最有力はレーザーではなくイオン加速器である。エネルギー効率は40%を達成できる。

## 爆縮高速点火
光産業創成大学院大学、浜松ホトニクス、トヨタ自動車などは、爆縮高速点火によるレーザー核融合発電を共同研究している。また、自動車エンジンへの応用も考えられている。

## 参考資料
- 核融合エネルギー入門 ジョゼフ・ヴァイス著 白水社 ISBN 4-560-05875-X